# تشو أويو
تشو أويو هو سادس أعلى قمة جبلية بالعالم ارتفاعه 8201 متر (26,906 قدم) يقع على الحدود بين نبيال والصين يبعد الجبل عن ايفرست بحوالى 20 كيلو متر.

## أعلام
- كليفتون مالوني
- راينهارد كارل